# Unione Sportiva Messinese 1926-1927
Questa pagina raccoglie le informazioni riguardanti l'Unione Sportiva Messinese nelle competizioni ufficiali della stagione 1926-1927.

## Rosa
| N. |                   | Ruolo | Calciatore       |
| -- | ----------------- | ----- | ---------------- |
|    | Italia (bandiera) | D     | Domenico Acciaro |
|    | Italia (bandiera) | A     | Carmelo Arena    |
|    | Italia (bandiera) | C     | Giovanni Corallo |
|    | Italia (bandiera) | D     | Giovanni Corona  |
|    | Italia (bandiera) | A     | Cuccinello       |
|    | Italia (bandiera) | A     | Currò            |
|    | Italia (bandiera) | A     | Edoardo Fulci I  |
|    | Italia (bandiera) | C     | Febo Fulci II    |

| N. |                   | Ruolo | Calciatore         |
| -- | ----------------- | ----- | ------------------ |
|    | Italia (bandiera) | C     | Pasquale La Terra  |
|    | Italia (bandiera) | A     | Francesco Marzullo |
|    | Italia (bandiera) | C     | Felice Palumbo     |
|    | Italia (bandiera) | A     | Demetrio Rando     |
|    | Italia (bandiera) | C     | Pasquale Rattotti  |
|    | Italia (bandiera) | A     | Riviera            |
|    | Italia (bandiera) | A     | Smeraldi           |
|    | Italia (bandiera) | P     | Tricomi            |